# هری ساکمن
هری ساکمن (انگلیسی: Harry Sukman؛ ۲ دسامبر ۱۹۱۲ – ۲ دسامبر ۱۹۸۴) یک موسیقی‌دان و آهنگساز سینما و تلویزیون اهل ایالات متحده آمریکا بود.
هری ساکمن ۴ مرتبه نامزد دریافت جایزه اسکار بود که از این میان، یک مرتبه در سال ۱۹۶۰ میلادی، بابتِ موسیقیِ فیلمِ «ترانه بی‌پایان» برندهٔ جایزه اسکار بهترین موسیقی فیلم شد. وی یک بار نیز نامزد دریافت جایزه امی شده بود.
از فیلم‌ها یا مجموعه‌های تلویزیونی که وی در آن‌ها نقش داشته است می‌توان به چاپارل اشاره نمود.